# Anenský klášter (Malá Strana)
Anenský klášter na Malé Straně v Praze je zaniklý klášter s kostelem svaté Anny, který se nacházel na Újezdě v místech Michnova domu.

## Historie
Klášter v Chotěšově u Plzně prodal v roce 1292 své pozemky na Újezdě vyšehradskému proboštovi, který sem o pět let později přivedl dominikánky. Ty již roku 1313 přesídlily do bývalého domu templářů u kostela svatého Vavřince na Starém Městě a místo na Újezdě získala královna Eliška Přemyslovna. Ta dům obsadila šesti dominikánkami z Olomouce.
Malostranský Anenský klášter s kostelem zanikl roku 1420, kdy jej husité přepadli a zapálili.